# Natacha Régnierová
Natacha Régnierová (* 11. dubna 1974, Ixelles) je belgická herečka. Proslavila se hlavní rolí ve francouzském snímku Vysněný život andělů (La Vie rêvée des anges) z roku 1998, za jejíž ztvárnění sklidila množství cen, mezi nimiž nechyběla cena za nejlepší ženský herecký výkon na filmovém festivalu v Cannes, francouzská filmová cena César pro nejslibnější herečku a Evropská filmová cena pro nejlepší herečku. V případě Césara i Evropské filmové ceny se stala první Belgičankou, která tato ocenění obdržela. Byla manželkou francouzského hudebníka Yanna Tiersena, jsou však již rozvedeni.